# NGC 445
NGC 445 je galaksija u zviježđu Kit.

## Vanjske poveznice
- SEDS: NGC 445